# Radiação de onda curta
Radiação de onda curta é a designação dada no campos da meteorologia, da climatologia e das outras ciências planetárias à energia radiante com comprimentos de onda próximos ao da luz visível (VIS), incluindo o ultravioleta (UV) e o infravermelho próximo (NIR). Apesar da gama de frequências da radiação electromagnética a considerar se encontrarem mal definidos, em geral é incluída toda a radiação com comprimentos de onda compreendidos entre 0,1 μm e 5,0 μm, embora nalguns contextos apenas se considere como radiação de onda curta a que é emitida com comprimentos de onda entre 0,2 μm e 3,0 μm.